# 兰英 (十六国)
兰英（？—？），西燕官员。
兰英被西燕皇帝慕容永任命兰英为侍中。西燕中兴九年（394年），台壁之战西燕战败。慕容垂率军包围了长子。慕容永打算投奔后秦，兰英说：“当年石虎伐龙都，太祖慕容皝坚守城池不肯逃离，成就了大燕国的基础。现在，慕容垂是个七十老翁，厌苦兵革，终不能成年攻打我们。我们只应严守城池，拖垮敌人。”慕容永听从了他的意见。最终城破，慕容永被杀，西燕亡。